# بیژن بیرنگ
بیژَن بیرَنگ (زاده ۱۸ اسفند ۱۳۲۸ در تبریز) کارگردان، تهیه‌کننده، مجری و فیلم‌نامه‌نویس ایرانی، سینما و تلویزیون است.

## زندگی
بیرنگ متولد ۱۳۲۸ است. وی دانش‌آموخته ادبیات نمایشی از دانشگاه هنرهای دراماتیک در سال ۱۳۵۴ و دارای مدرک کارشناسی ارشد در فناوری آموزشی از دانشگاه جنوب کالیفرنیا است.
بیرنگ فعالیت سینمایی را همراه با مسعود رسام در سال ۶۵با فیلم تلویزیونی در خانه شروع کرد. سپس فیلمنامه فیلم سینمایی هی جو (به کارگردانی منوچهر عسگری نسب - ۱۳۶۷) را نوشت.
وی در کنار گروه‌های محدود برنامه‌ساز صدا و سیما در سال‌های بعد از انقلاب به ساخت برنامه‌های طنز و برنامه‌های کودکان پرداخت؛ که از آن جمله می‌توان به چاق و لاغر اشاره کرد که از سریال‌های محبوب تلویزیونی کودکان در دهه شصت به‌شمار می‌رود. این مجموعه ماجرای دو کاراگاه چاق و لاغر را روایت می‌کرد.
بیژن بیرنگ و مسعود رسام در سال‌های دهه هفتاد با ساخت دو مجموعه طنز تلویزیونی همسران و خانه سبز (مجموعه تلویزیونی) به شهرت رسیدند.
بیرنگ در زمستان ۱۳۸۵ برنامه تلویزیونی باز هم زندگی را کارگردانی کرد. وی همچنین در این برنامه به عنوان مجری با اجرایی متفاوت ظاهر شد.
در پاییز سال ۱۳۸۶ نیز مجموعه سرزمین سبز به کارگردانی وی از تلویزیون پخش شد. این مجموعه در دهه هفتاد و پس از پایان مجموعه خانه سبز (مجموعه تلویزیونی) ساخته شده است ولی به دلایلی پس از ساخت سیزده قسمت تولید آن متوقف شده و پخش آن نیز تا تاریخ یاد شده به تأخیر افتاده است.
از همکاران بیرنگ می‌توان به رضا ژیان، مسعود رسام و بهروز بقایی اشاره کرد.

## فیلم‌ها

### کارگردانی سینما
- قصه عشق (۱۳۸۵)
- سیندرلا (۱۳۸۰)
- علی و غول جنگل (۱۳۶۹)

### کارگردانی تلویزیون
1. باز هم زندگی
2. سرزمین سبز
3. خانه سبز (مجموعه تلویزیونی)
4. همسران
5. چاق و لاغر
6. همچون سرو
7. مادر
8. این خانه دور است
9. عشق تعطیل نیست
10. سریال در خانه

### نویسندگی
1. عشق تعطیل نیست (۱۳۹۴)
2. همچون سرو (۱۳۸۹)
3. مادر (۱۳۸۹)
4. قصه عشق (۱۳۸۵)
5. عید آمد، بهار آمد[۱] (۱۳۷۳–۱۳۷۲)
6. این خانه دور است (۱۳۷۰)
7. علی و غول جنگل (۱۳۶۹)
8. هی جو (۱۳۶۷)
9. محله بهداشت (۱۳۶۳)

### تهیه کنندگی
- ۱ - علی و غول جنگل (۱۳۶۹)
- ۲ - دنیای شیرین (۱۳۷۶)
- ۳ - سیب خنده (۱۳۷۶)
- ۴ - دنیای شیرین دریا (۱۳۷۷)
- ۵ - تولدی دیگر (۱۳۷۷)
- ۶ - مجید دلبندم (۱۳۷۷)
- ۷ - قطار ابدی (۱۳۷۸)
- ۸ - سیندرلا (۱۳۸۰)
- ۹ - همچون سرو (۱۳۸۹)
- ۱۰ - مادر (۱۳۸۹)
- ۱۱ - شام ایرانی (۱۳۹۰)